# Paz Undurraga
María Esperanza de la Paz Undurraga Besa (Santiago, 4 de junio de 1930-Ibidem, 28 de agosto de 2019), más conocida como Paz Undurraga, fue una cantante chilena que formó también parte de reconocidos grupos musicales de pop y folclor.

## Primeros años de vida
Fue hija de Javier Undurraga Laso y de Teresa Besa Foster, siendo la menor de dos hermanas.

## Inicio de su vida artística

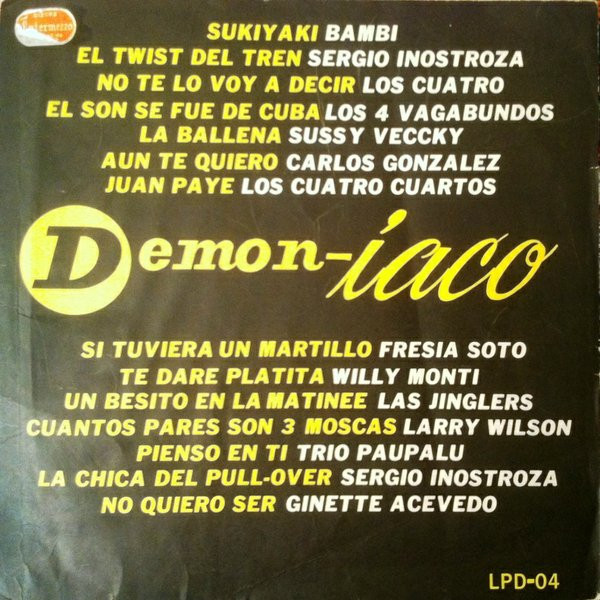
La canción "Pienso en tí" del Trío Paupalú aparece en la compilación Demon-íaco

Empezó desde muy joven con clases de música y canto en la Academia de Carmen Cuevas. Formó inicialmente el Trío Paupalú, ("Pienso en ti" de María Pilar Larraín (Revista Ritmo), "La Carreta" de Jaime Atria (La Consentida) y "Te estoy tejiendo una manta" con texto de Rodolfo Soto y música de Ariel Arancibia quien musicalizó canciones muy populares como "La Ballena" cantada por Sussy Vecky, "La Gotita", "Para que no me olvides" de Óscar Castro y muchas más, además integró el conjunto "Los Flamingos" junto a "Mandolino".

### Las Cuatro Brujas
Posteriormente en 1963, pasó a ser la directora y primera voz de Las Cuatro Brujas, conjunto de gran éxito en Chile, América y España.

## Matrimonio, vida musical
Luego del matrimonio con Luis Urquidi en la ciudad de Los Ángeles, California, en 1965, con el cual tiene una hija de nombre Francisca. Y al decidir formar un nuevo grupo musical, Paz les entrega el nombre de Las Cuatro Brujas al resto de las integrantes, para que continuaran con el conjunto. Se busca otra primera voz de gran calidad, la de Mireya Verdugo, pero surgen algunos problemas y el conjunto se termina, alcanzando a grabar sólo algunas canciones. Paz integra el conjunto de Los Bric a Brac desde 1967 hasta principios de 1971, como primera voz femenina.

### Años 70
Posteriormente comienza una carrera como solista y se le ve aparecer en estelares, como por ejemplo en el programa de César Antonio Santis, "Esta Noche Fiesta", transmitido desde el Hotel Sheraton a través de las pantallas de canal 13, con su magistral interpretación de "Alfonsina y el mar", "La Jardinera", y "Mi caballo blanco" de Francisco Flores del Campo. En forma paralela Paz Undurraga realiza el programa de televisión "Canturreando" que salía al aire los viernes antes de las noticias (el programa dura por más de 10 años) donde se le ve interpretando con gran maestría canciones de diferentes géneros y estilos, son famosas sus interpretaciones de canciones mexicanas que habría aprendido en un viaje a México ("No soy monedita de oro" y otra referida "a una pelea de gallos"). El programa lo integraban además Gloria Simonetti, Arturo Gatica, José Alfredo Fuentes, Valentín Trujillo y Benjamín Mackenna.
Participa en esa época en el programa de Televisión Nacional de Chile, "La Canción de Todos los Tiempos" defendiendo dos canciones: "Cielito Lindo" y "Mata de Arrayán Florido" de Clarita Solovera con gran éxito y también en "La Gran Canción" con "Volver, volver". Se recuerdan sus famosos jingles de Ambrosoli y Jugos Yupi entre otros. Se le ve en un Café Concert junto a las actrices Liliana Ross e Isabel Sunnah, dirigidas por Miguel Frank. En 1975 graba junto a Los Huasos Quincheros el LP "Cien años y una canción" interpretando "Piquito de Zorzal" (dúo con Germán Becker), "Los pescaditos", "La batelera", "La niña soltera", "Cantando" y "Aint she sweet".
En la década de los 80 reagrupa a sus Cuatro Brujas y el conjunto gana el premio al mejor intérprete en el Festival de Viña de Mar de 1989 ("Rin para enamorarse" de Scottie Scott). Graban un CD con canciones de Violeta Parra, algunas inéditas de la autora. Es magistral la interpretación que hacen de Gracias a la Vida ("Guitarreando la Parra" Sony Music), donde se puede apreciar su gran calidad vocal y su excelente y original interpretación de esta conocida canción de Violeta Parra. También se le ve en el Montecarmelo, junto a la desaparecida Malú Gatica interpretando canciones de la misma compositora.
En la década de los 90, vemos a Paz de jurado en más de algún festival y nuevamente nos da la sorpresa en 1996 al grabar un nuevo casete ("Vuela el Folklor" Maconfa Producciones 1996) con las integrantes iniciales de Las Cuatro Brujas. Vale la pena escuchar la original interpretación que hacen de "Sí vas para Chile" (Chito Faró) y de "El Amor Escondido" (Frco. Flores del Campo).

### De 2000 en adelante
Durante el invierno de 2001, le correspondió integrar el jurado preseleccionador de las canciones folklóricas del Festival de la Canción de Viña del Mar, que compitieron durante el verano de 2002. Integraron además el jurado Rosario Salas y Agustín Fernández entre otros.
El 16 de septiembre de 2001 la vimos junto a sus Cuatro Brujas, Los Cuatro Cuartos y Pedro Messone en el programa "Venga Conmigo" de Canal 13, interpretando dos canciones de Violeta Parra ("Ven acá regalo mío" y "Parabienes al revés"). En reemplazo de María Elena Infante la acompañó Alicia Puccio.
En enero de 2002 participó como jurado en el Festival del Huaso de Olmué (Quinta Región), siendo elegida presidenta del mismo, y cantó junto a Las Cuatro Brujas, Los Cuatro Cuartos y Pedro Messone.
En agosto la vimos siempre junto a Las Brujas cantando en el Casino de Viña del Mar. En los meses siguientes, en diferentes presentaciones a largo del país y en Santiago: en el Centro de Extensión de la Universidad Católica y en el Club de la Municipalidad de Providencia, en el ex Parque Intercomunal de La Reina, hoy Parque Padre Hurtado y en otros lugares.
Con motivo de la celebración del Día Mundial de la Música, se realizó un "Encuentro Musical" organizado por la Sociedad Chilena del Derecho de Autor. En la ocasión participó Paz junto a Los Huasos de Algarrobal, Isabel Parra, Andrea Tessa, Patricia Maldonado, Ginette Acevedo, Juan Antonio Labra, Germán Casas, Soledad Guerrero, Álvaro Scaramelli y muchos más. El encuentro se realizó en octubre de 2002 en la Iglesia de la Divina Providencia, en la ciudad de Santiago.
Durante  2003, Paz grabó junto a Antonio Zabaleta y Santos Dumont una nueva versión de "Pasan sin mirar", resultando una excelente grabación todas las voces perfectas (versión difícil de encontrar, recomendable con un sonido de última generación).
Para el Concierto de Oraciones, participó en el primer disco con "Oración por los niños", además hay grabaciones religiosas junto a Las Cuatro Brujas: "Villancico de Puquillay" y "Señora Doña María", las canciones, las voces y los vídeos han sido muy celebrados.
Su excelente voz, su afinación perfecta y su calidad interpretativa hacen de Paz Undurraga un verdadero aporte al mundo de la música chilena, no solo como integrante de varios conjuntos vocales, sino también como intérprete solista de los más variados estilos y géneros.
En el Festival de Viña del Mar (2005) fue la presidenta del jurado folklórico, donde ganó una canción de Isabel Parra.
Las Cuatro Brujas se presentaron en muchos escenarios durante las Fiestas Patrias 2007. Gran éxito de público en cada una de sus presentaciones (también estuvieron en su tierra natal; Talagante). Sintieron, como siempre, el inmenso reconocimiento y cariño de la gente. En octubre, se les pudo ver en la ciudad de Iquique. Se presentaron en el importante casino de la ciudad. Como siempre, éxito total. El conjunto durante 2007 tuvo gran éxito en Youtube con la canción de su último CD "Si vas para Chile", un éxito total y alabanzas de todas partes del mundo.
Durante los años posteriores siguen con sus presentaciones en distintos escenarios a lo largo de todo el país. El cuarteto con solo dos de sus integrantes originales se encuentra plenamente activo hasta el día de hoy.
Paz Undurraga era integrante de la Sociedad Chilena de Autores e Intérpretes Musicales (SCD), de la cual era socia benemérita. Falleció en Santiago el 28 de agosto de 2019.
Sus restos reposan en el Cementerio Parque del Recuerdo de Huechuraba, en Santiago de Chile.